# 天童市立寺津小学校
天童市立寺津小学校（てんどうしりつ てらづしょうがっこう）は、山形県天童市にある公立小学校である。

## 教育目標
- あかるく
- かしこく
- たくましく

## 沿革
- 1874年（明治7年）3月 - 寺津小学校創立（仮校舎：法体寺，学区：寺津村・中野目村）
- 1877年（明治10年）5月 - 校舎落成（大字寺津字寺元に移転）
- 1881年（明治14年）4月 - 藤内新田小学校と合併
- 1886年（明治19年）4月 - 寺津尋常小学校に改称
- 1892年（明治25年）4月 - 学区が寺津と藤内新田となる（中野目は明治に統合）
- 1906年（明治39年）3月 - 寺津尋常高等小学校に改称
- 1908年（明治41年）3月 - 尋常科4ヵ年を6ヵ年とし，高等科を廃止
- 1918年（大正7年）4月 - 高等科を設置し，寺津尋常高等小学校に改称
- 1922年（大正11年）10月 - 校舎落成（大字寺津の現在地に移転）
- 1941年（昭和16年）4月 - 寺津国民学校に改称
- 1947年（昭和22年）4月 - 寺津村立寺津小学校に改称
- 1954年（昭和29年）10月 - 天童町立寺津小学校に改称
- 1958年（昭和33年）10月 - 天童市立寺津小学校に改称
- 1963年（昭和38年）4月 - 天童市立第五小学校に改称
- 1970年（昭和45年）6月 - 元第三中学校第五校舎に移転（旧校舎解体）
- 1976年（昭和51年）4月 - 天童市立寺津小学校に改称
- 1982年（昭和57年）6月 - 新校舎完成

## 学区
- 嘱託区401 - 415、814（寺津、藤内新田、高擶14）[3][4]

## 卒業後
- 第三中学校へ進学する